# Кривошеєва Єфимія Петрівна
Єфимія Петрівна Кривошеєва  (1 червня 1867 — 24 червня 1936) — ерзянська народна оповідачка, одна із засновників класичного ерзянського оповідального мистецтва. Національність — ерзя.

## Життєпис
Народилась 1 червня 1867 у селі Тарасівка Петровського повіту Саратовської губернії (нині Лопатинський район Пензенська область) у багатодітній селянській родині. Освіти не отримала, працювала за наймом, виконувала будь-яку важку роботу. Жила на хуторі Маяк. 1930 переїхала до Саранська. Добре знала ерзянські та мокшанські обряди, звичаї.
Найкращі пісні і плачі цієї неграмотної, але талановитої та чуйної до поетичного слова оповідачки публікувалися у газетах і журналах, звучали на радіо, включалися у великі поетичні збірки.
1 грудня 1936  у московській газеті «Правда» з'являється спекулятивний твір «Плач про Кірова» (ерз. «Кировдо лайшемась»), який роблять  популярним.
Тісний творчий союз встановлений між оповідачкою та її сином-поетом, вони читали один одному свої твори, обговорювали їх. Син записував оповіді матері. Всього налічується понад п'ятдесят оповідей Кривошеєвої. Вони опубліковані у збірниках «Голос матері» (ерз. «Авань вайгель», 1950), «Ви послухайте, діти мої» (ерз. «Тынь кунсолодо, тиринь тякам монь», 1968).
Померла 24 червня 1936.
У 1937 році до збірки «Творчість народів СРСР» увійшла оповідь «Заповіт» (ерз. «Завещание»), виходить збірник «Голосіння і пісні» (ерз. «Лайшемат ды морот»).
У 1955 році син Єфимії Петрівни передав до фонду Мордовського республіканського об'єднаного краєзнавчого музею імені І. Д. Вороніна невеликий архів оповідачки, в якому налічується понад 40 предметів, серед яких рукописи з піснями і плачами, документи, фотографії сімейні та з друзями.
Чоловік — Кривошеєв Петро Васильович. Син — Кривошеєв Ілля Петрович (Ілька Мориця), ерзянський письменник, заслужений вчитель Мордовії.